# James A. Bayard, Jr.
James A. Bayard, Jr. (Wilmington, 1799. november 15. – Wilmington, 1880. június 13.) az Amerikai Egyesült Államok szenátora (Delaware, 1851–1864 és 1867–1869).

## Élete
1872-ben a (republikánus) képviselőház kilenc politikus nevét nyújtotta be vizsgálatra a (republikánus) szenátusnak a Crédit Mobilier-botrány miatt, a listán James A. Bayard, Jr. is szerepelt.